# Minuscolo 69
Minuscolo 69 (secondo la numerazione Gregory-Aland; δ 505 secondo la numerazione Soden), anche noto come Codex Leicester o Leicestrensis, è un manoscritto in lingua greca antica, contenente il Nuovo Testamento in alfabeto minuscolo, scritto su folii di carta e pergamena, alcuni dei quali sono andati perduti. Il manoscritto è stato datato paleograficamente al XV secolo.

## Descrizione
Il codice è composto da 213 folii di 378 x 270 mm e il testo è scritto su di una colonna per pagina, con 37-38 linee per colonna, Presenta grandi lettere in rosso all'inizio dei libri. I folii in pergamena sono 91, quelli in carta, di scarsa qualità, 122; di solito due folii di pergamena sono seguiti da tre di carta.

Contiene l'intero Nuovo Testamento, con quattro lacune: Vangelo secondo Matteo 1,1-18,15; Atti degli Apostoli 10,45-14,17; Lettera di Giuda 7-25; Apocalisse 19,10-22,21. La lacuna di Atti 10,45-14,17 sembra essere dovuta ad un errore del copista, che forse copiava da un manoscritto cui mancava questa parte; il testo di Apocalisse 18,7-19,10 è frammentario.
L'ordine originale dei libri era: epistole paoline, Atti degli apostoli, epistole cattoliche, Apocalisse, vangeli; le lettere paoline precedono gli Atti, come nel Codex Sinaiticus. Successivamente il manoscritto fu rilegato alterando la successione dei libri, che divenne: vangeli, epistole paoline, Atti, epistole cattoliche, Apocalisse.
La scrittura è alquanto rozza ed inelegante, oltre ad essere strana: la epsilon si avvolge come un alfa, tanto che non è chiaro quale delle due fosse intenzione dello scriba trascrivere. «Lo stile di scrittura nel suo complesso assomiglia ad uno scarabocchio raffazzonato».
Il nome «ιησους» è sempre scritto per intero fino a Giovanni 21,15, dove si incontra«ις», ripetuto altre 41 volte, 19 delle quali in Atti.
I titoli dei vangeli sono come nel Minuscolo 178 — εκ του κατα Μαρκον.
Contiene i Prolegomena agli Ebrei, le tavole dei κεφαλαια ("capitoli") all'inizio di ciascun libro, i numeri dei κεφαλαια e le sottoscrizioni.
Come nei codici 211 e 543, contiene anche del materiale non biblico, come Una spiegazione del Credo e dei Sette concili (fol. 159v), le Vite degli apostoli (fol. 160v), Confini dei cinque patriarcati (fol. 161r).

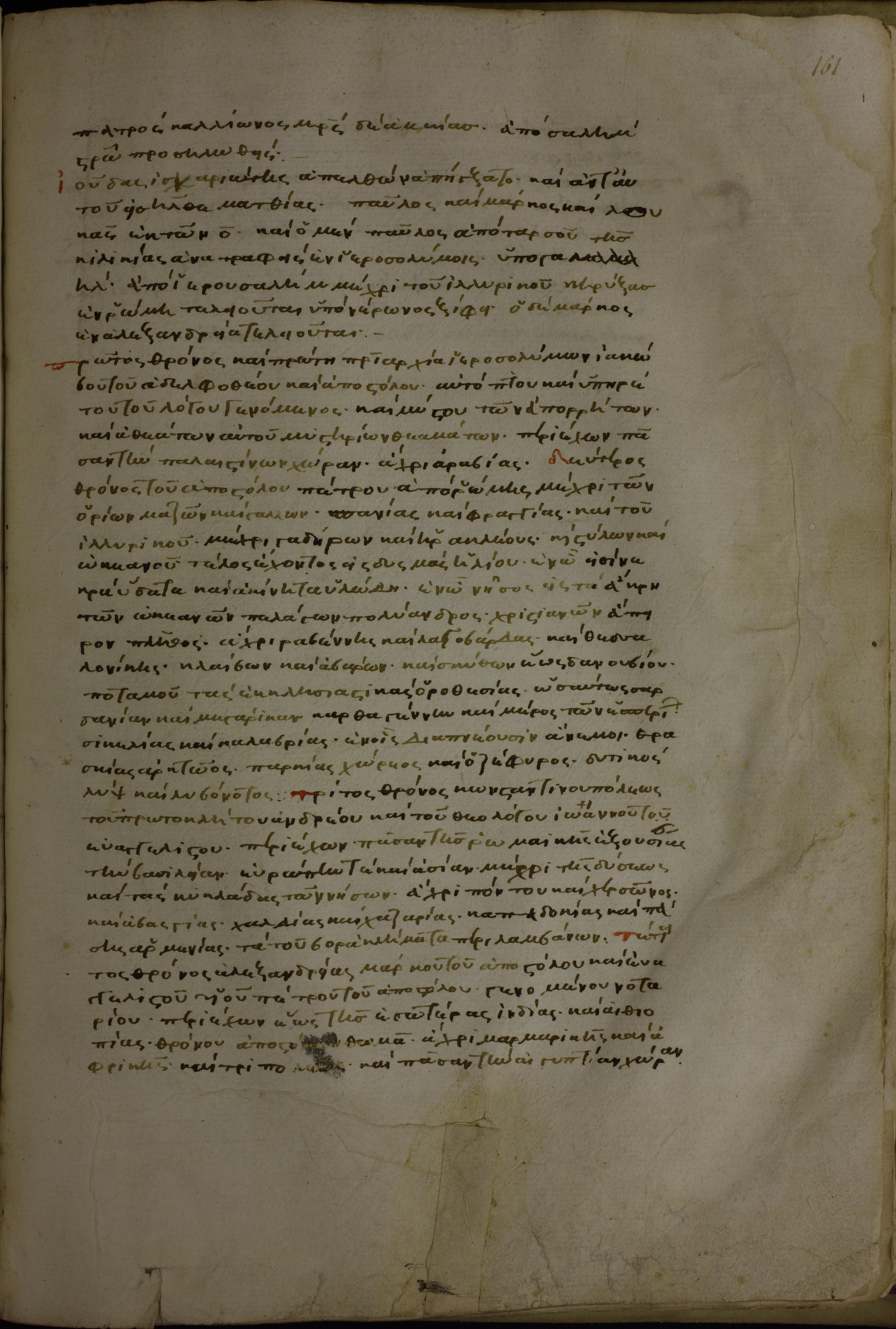
Folio 161 recto con il testo dei Confini dei cinque patriarcati
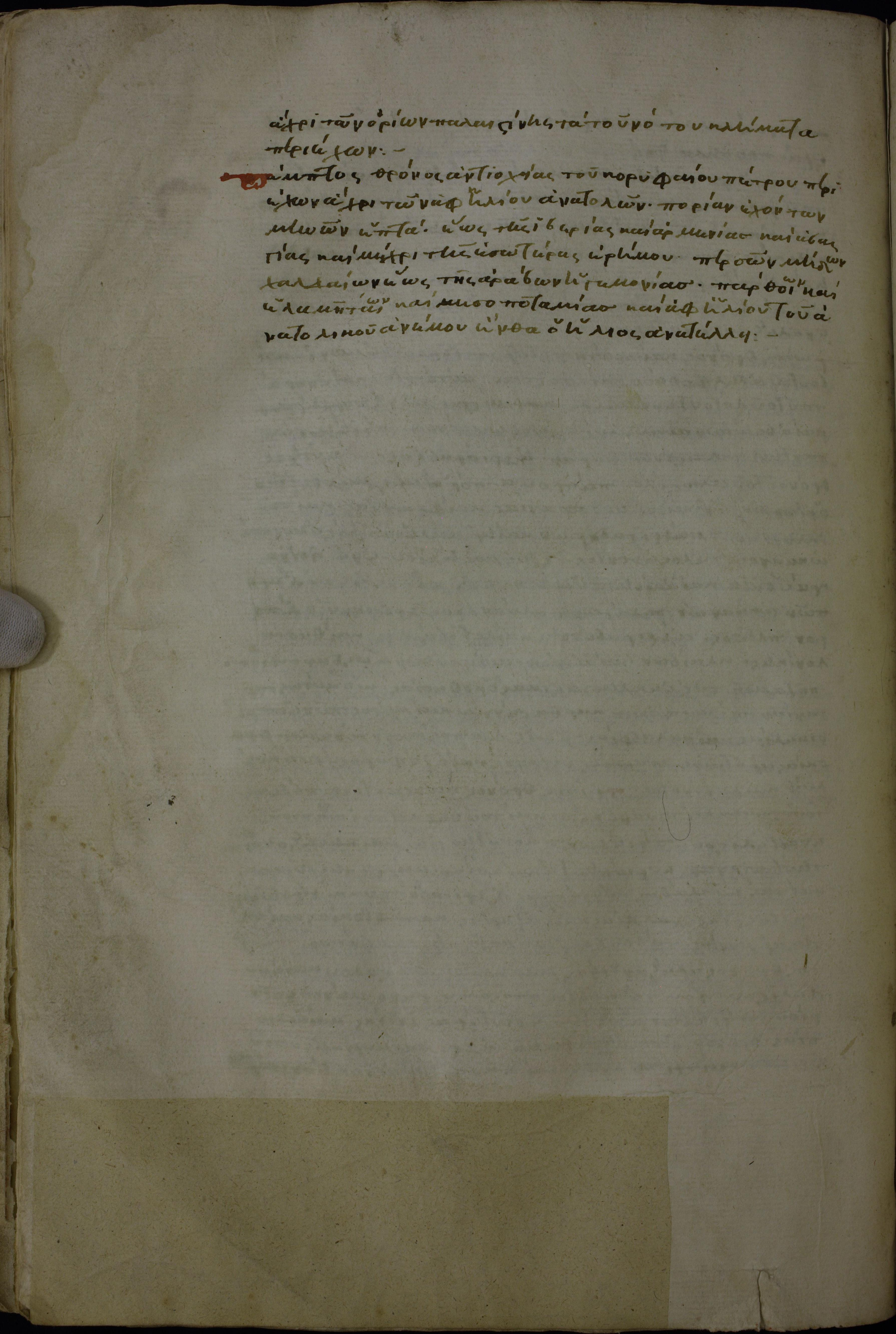
Folio 161 verso con il testo dei Confini dei cinque patriarcati

## Caratteristiche testuali
Dal punto di vista testuale, 69 è un manoscritto notevole: appartiene alla Famiglia 13, di cui costituisce uno dei manoscritti più importanti, se non il più importante. Il testo greco di questo manoscritto è un rappresentante del tipo testuale cesariense; Kurt Aland lo pose nella categoria III. Nelle lettere paoline e in quelle cattoliche il testo appartiene al tipo testuale bizantino: Aland lo pose nella categoria V. Nell'Apocalisse il testo è bizantino, ma con numerose varianti testuali peculiari, che lo avvicinano al Codex Vaticanus 2066 e al Minuscolo 61, che sembrano essere stati copiati da 69. Insieme, questi tre manoscritti costituiscono un sottogruppo del tipo testuale bizantino.
Tra le varianti principali sono da ricordare:
- lo spostamento dei versetti dell'agonia di Gesù al Getsemani da Luca 22,43-44[14] a dopo Matteo 26,39[15];
- lo spostamento della pericope dell'adultera alla fine del capitolo 21 di Luca, caratteristica della Famiglia 13;
- 2 Cor 11,17 κυριον ] ανθρωπον[16]
- la lettura Σιχαρ per Συχαρ in Giovanni 4,5[17][18]

## Storia
Il manoscritto fu donato a George Neville, Arcivescovo di York (1465–1472). Appartenne a Richard Brinkeley, poi a William Chark (o Charc), menzionato nelle note a margine del Minuscolo 61, e poi a Thomas Hayne, che nel 1640 lo donò alla Biblioteca di Leicester.
Fu esaminato da John Mill, Edward Gee, che lo collazionò, Johann Jakob Wettstein, Tregelles (1852), Scrivener (1855), T. K. Abbott, e Rendel Harris. Caspar René Gregory lo vide nel 1883.